# عبدول عمر
عبدول عمر (مواليد 3 أكتوبر 1993) هو ملاكم غاني، مثّل بلاده في الألعاب الأولمبية الصيفية 2016.

## روابط خارجية
عبدول عمر على موقع اللجنة الأولمبية الدولية (الإنجليزية)
- عبدول عمر على موقع أوليمبيديا (الإنجليزية)
- عبدول عمر على موقع اتحاد ألعاب الكومنولث (مؤرشف) (الإنجليزية)
- عبدول عمر على موقع دورة ألعاب الكومنولث 2014 (مؤرشف) (الإنجليزية)